# Wheatley Heights
Wheatley Heights és una concentració de població designada pel cens dels Estats Units a l'estat de Nova York. Segons el cens del 2000 tenia 5.013 habitants.

## Demografia
Segons el cens del 2000, Wheatley Heights tenia 5.013 habitants, 1.455 habitatges, i 1.223 famílies. La densitat de població era de 1.433,7 habitants per km².
Dels 1.455 habitatges en un 43,6% hi vivien nens de menys de 18 anys, en un 62,2% hi vivien parelles casades, en un 17% dones solteres, i en un 15,9% no eren unitats familiars. En el 13% dels habitatges hi vivien persones soles el 5,2% de les quals corresponia a persones de 65 anys o més que vivien soles. El nombre mitjà de persones vivint en cada habitatge era de 3,42 i el nombre mitjà de persones que vivien en cada família era de 3,67.
Per edats la població es repartia de la següent manera: un 30,3% tenia menys de 18 anys, un 8,1% entre 18 i 24, un 29,9% entre 25 i 44, un 23,8% de 45 a 60 i un 7,9% 65 anys o més.
L'edat mediana era de 35 anys. Per cada 100 dones de 18 o més anys hi havia 89,3 homes.
La renda mediana per habitatge era de 75.076 $ i la renda mediana per família de 79.745 $. Els homes tenien una renda mediana de 46.444 $ mentre que les dones 34.000 $. La renda per capita de la població era de 25.432 $. Entorn del 3,4% de les famílies i el 4,8% de la població estaven per davall del llindar de pobresa.